# Kira Skov
Kira Amdrup Skov (Rødovre, 6 giugno 1976) è una cantante danese.

## Biografia
Nata in Danimarca, Kira Skov ha avviato la sua carriera musicale a Londra nel 1993 con la formazione del gruppo Butterfly Species, rimasto in attività fino al 1997. Al suo ritorno in madrepatria nel 2002, ha fondato il complesso Kira & The Kindred Spirits, il cui album di debutto Happiness Saves Lives è uscito lo stesso anno. Il successo commerciale è arrivato nel 2005 con il secondo album, This Is Not an Exit, che ha raggiunto la 7ª posizione nella classifica danese, e l'anno successivo con il terzo disco eponimo, che ha conquistato il 7º posto. Il complesso ha fruttato a Kira Skov il premio Gaffa per la cantante danese dell'anno nel 2006.
Nel 2007 si è esibita al Teatro reale danese realizzando 13 spettacoli del balletto Rhapsody, proponendo musica originale. Ad ottobre dello stesso anno è stato annunciato lo scioglimento della band per divergenze artistiche; Kira Skov ha così avviato la sua carriera da solista.
Il suo primo album da solista, The Rail Train, the Meadow, the Freeway and the Shadows, è stato pubblicato nel 2008. Una delle tracce, Riders on the Freeway, ha vinto il premio Robert 2009 per la migliore canzone.

## Discografia

### Album

#### Kira & The Kindred Spirits
- 2002 - Happiness Saves Lives
- 2005 - This Is Not an Exit
- 2006 - Kira & The Kindred Spirits

#### The Gospel
- 2005 - Faith

#### Persona
- 2012 - Epiphanies of Grandeur

#### The Cabin Project con Marie Fisker
- 2014 - The Cabin Project

#### Solista
- 2008 - The Rail Train, the Meadow, the Freeway and the Shadows
- 2010 - Look Up Ahead
- 2011 - Memories of Days Gone By
- 2013 - When We Were Gentle
- 2015 - May Your Mind Explode a Blossom Tree
- 2017 - In the Beginning (con Maria Faust)
- 2018 - The Echo of You
- 2019 - I nat blir vi gamle
- 2021 - Spirit Tree

### EP
- 2010 - Run Where No One Goes

### Singoli
- 2015 - I Celebrate My Life
- 2015 - Christmas Night on Earth
- 2018 - Lilac Sky (con Bonnie Billy)
- 2018 - I Tried to Look Into Your Eyes in a Photograph Today
- 2019 - I en verden så urolig
- 2019 - Hollywood